# قرار مجلس الأمن التابع للأمم المتحدة رقم 263
قرار مجلس الأمن التابع للأمم المتحدة رقم 263، المعتمد في 24 يناير 1969، بعد أن أصدرت الجمعية العامة القرار 2479 الذي يمجد مزايا لغات العمل المتعددة، قرر المجلس إدراج اللغتين الروسية والإسبانية بين لغات العمل في مجلس الأمن.
وقد اعتمد القرار بدون تصويت.